# Pourtalocyathus hispidus
Pourtalocyathus hispidus is een rifkoralensoort uit de familie van de Schizocyathidae. De wetenschappelijke naam van de soort is voor het eerst geldig gepubliceerd in 1878 door Pourtalès.